# La Vierge dans la glace
La Vierge dans la glace (The Virgin in the Ice) est un roman policier historique d'Ellis Peters, le sixième de la série Frère Cadfael, paru en 1982.
Il est traduit en français par Isabelle Di Natale en 1990.

## Résumé
Étienne de Blois et Mathilde l'Emperesse se disputent le trône d'Angleterre. Au début de novembre 1139, les partisans de Mathilde, qui a débarqué en Angleterre, pillent la ville de Worcester. Cette action violente provoque la fuite de nombreux hommes, femmes et enfants avec, parmi eux, deux jeunes de noble naissance confiés aux Bénédictins de la ville, accompagnés d'une jeune – et belle – religieuse.
Frère Herward, parti à leur recherche, se présente à l'abbaye de Shrewsbury. La responsabilité des Bénédictins étant engagée, Frère Cadfael se lance à son tour à leur recherche. Mais voilà qu'il découvre le corps d'une jeune femme, emprisonnée dans la glace d'un ruisseau gelé.

## Adaptation
- 1995 : La Vierge dans la glace (The Virgin in the Ice), épisode 1, saison 2 de la série télévisée britannique Cadfael, réalisé par Malcolm Mowbray, avec Derek Jacobi dans le rôle-titre